# اولگا بروسنیکینا
اولگا بروسنیکینا (به روسی: Ольга Брусникина - Olga Brusnikina) ورزشکار زن رشتهٔ شنا اهل کشور روسیه است. وی در بین سال‌های ‎۲۰۰۰ تا ۲۰۰۴ میلادی در مسابقات بازی‌های المپیک تابستانی در مجموع ۳ مدال طلا را کسب کرد.